# До свидания, дети
«До свидания, дети» (фр. Au revoir les enfants) — автобиографическая драма Луи Маля, снятая в 1987 году. Рассказывает о детях, живших во французском католическом интернате во время Второй мировой войны.

## Сюжет
Фильм основан на воспоминаниях Луи Маля, которому шёл двенадцатый год, и он учился в католическом колледже. Зимой начала 1944 года он стал свидетелем рейда гестапо, в результате которого трое еврейских учеников и один учитель были отправлены в Освенцим (все они по прибытии были отправлены в газовые камеры), а директор был арестован (он был отправлен в Маутхаузен, где умер в 1945 году вскоре после освобождения лагеря американской армией).

## Место в творчестве Маля
После травли Луи Маля за фильм «Лакомб Люсьен», снятый в 1973 году, после десяти лет работы за границей режиссёр вернулся на родину триумфатором — и символом его реабилитации в глазах общественного мнения стали 7 премий «Сезар».

«До свидания, дети» можно рассматривать как авторское послесловие к «Лакомбу Люсьену», более личный комментарий, непосредственное свидетельство юного очевидца той сложной эпохи, но ещё и как горестные заметы сердца, которое продолжает испытывать неизбывную боль о ранних утратах и тягостном опыте детских лет. Постановщик печален и сдержан в этой картине, не давая вырваться наружу отчаянию, что всё равно ничего невозможно изменить в своём прошлом и заново переиграть судьбу.
— Сергей Кудрявцев. Драма военных времён. — 1989

## В ролях
- Гаспар Манесс — Жюльен
- Рафаэль Фейто — Жан Бонне
- Франсин Рассе — мать Жюльена
- Станислас Каррэ де Мальбер — Франсуа
- Филипп Морье-Жену — отец Жан
- Франсуа Берлеан — отец Мишель
- Франсуа Негре — Жозеф
- Петер Фиц — Мюллер
- Ирен Жакоб — мадемуазель Давенье (кинодебют)

## Награды
Картина завоевала пять премий Венецианского кинофестиваля (1987), семь премий «Сезар» (1988), три премии «Давид ди Донателло» (1988) и множество других наград.